# 車輪の国、悠久の少年少女
『車輪の国、悠久の少年少女』（しゃりんのくに ゆうきゅうのしょうねんしょうじょ）は、あかべぇそふとつぅより2007年1月26日に発売された『車輪の国、向日葵の少女』のファンディスクである。

## 概要
今作は前作のヒロイン達の本編最終章の後からエピローグまでのストーリーが描かれている「ヒロイン編」と、主人公「森田賢一」の試験官であった「法月将臣」が特別高等人になるまでの物語を描いた「法月編」を収録。法月編をクリアすると、前作で最初に殺されてしまった特別高等人候補生「南雲えり」がなぜ遅れたのか理由が解る「番外編：骨休め」や、さらにヒロイン編をクリアすると出現する、南雲えりと賢一が裏話等を繰り広げる「大番外編：森田の夏休み」も収録している。
Xbox 360に移植された『車輪の国、向日葵の少女』には、本作のメインシナリオである「法月編」も同時収録されている。

## 法月編
親友の息子が「彼」を破ってからいくばくか時が過ぎたある夜、執務室で「彼」は一枚の通達書を見ていた。そこに記されていたのは、最愛の女性の名前だった……。「彼」が特別高等人になる前の、一人の女性を愛した物語。それは、「彼」にとって二度と取り返せぬ過去であり、法月将臣に対して悠久に問われる罪でもあった。

### 登場人物
阿久津将臣（あくつ まさおみ）
声優：無し
主人公にして、後の法月将臣。特別高等人候補生。貧しい家に生まれ、恵まれない境遇に育った。数ある特別高等人の試験を全て過去最高成績で突破している。実はベタなネタに弱く、三郎に貸して貰ったSF小説を読み、爆笑して周囲を唖然とさせる。
樋口三郎（ひぐち さぶろう）
声優：後野祭
特別高等人候補生。勝手に阿久津将臣の親友となる。天性の勘の鋭さとはったりだけで生きているような男。特別高等人の最終試験まで残れたのは、奇跡だと言われている。趣味はSF小説。アリィとは面識があり、彼女を「てんてぇ」と呼ぶ。
アリィ・ルルリアント・法月（アリィ・ルルリアント・ほうづき）
声優：篠崎双葉/折笠愛
特別高等人。異民とのハーフ。最終試験の指導教官職を務めている。最終試験が始まる前の出来事から、阿久津将臣を後継者に仕立て上げようとしている。拳銃の扱いに優れる。法月編における全ての登場人物に大なり小なりの何らかの悲劇を与えた、全ての元凶的存在。
雑賀みぃな（さいか みぃな）
声優：草柳順子
通称『私生活を許されない義務』を負った少女。常に笑顔を絶やさず、愛嬌を振りまかなければならない。発言には常に公然性が求められ、趣味等を持つことが出来ない。プライベートが認められず、日常を将臣に監視される。「私はすでに、私（ワタクシ）ではありません」と言い、友達には自分の悪い部分を見せないために一歩距離を置いて生活している。しかし、自分に深く干渉する将臣に次第に恋心を抱くようになる。
健（けん）
声優：なし
物語の途中で三郎がどこからか拾ってきた赤子。彼の話によると捨て子だったらしい。将臣とみぃなも含めた三人で親代わりとなる。後の森田賢一である。

## ヒロイン編
【なっちゃんルート】
賢一と毎日を過ごす事になった夏咲は学園生活を満喫中。ある日、家を掃除していると賢一の亡き父三郎の手紙を発見。そこには夏咲と協力して宝を見つけよと書かれ、地図が同封されていた。父が残した宝とは一体…。
【さっちゃんルート】
まなとの再会を目指して、さちは絵の修行も兼ねて各地を転々としていた。そしてついには世界にまで手が届くことになり、外国で絵画活動を始めることになる。そんなさちの前に、新たな関門が……。
【とーかルート】
料理人になることを目標に毎日修行している灯花。賢一の提案で、学園で料理大会を開催することになる。
【お姉ちゃんルート】
璃々子と賢一は、都会に出立する準備を進めていた。弟の成長に気づく姉の物語。

### 登場人物
森田賢一（もりた けんいち）
声優：なし
主人公。元・特別高等人候補生。独り言を言う癖は無くなった。メーカー側の設定では日向夏咲と結婚する。本名は樋口健。
日向夏咲（ひなた なつみ）
声優：新城麻奈
異性と接触してはいけない「恋愛できない義務」を賢一により解消した。今作では良く喋るおとぼけキャラになっている「なっちゃんルート」では賢一の家に住み込む。渦巻き模様を見ると別の世界へと旅立ってしまう。
三ツ廣さち（みつひろ さち）
声優：芹園みや
「1日が12時間しかない義務」を賢一によって解消した。前作となんら変わりは無い。「さっちゃんルート」で賢一と共に海外のホテルに住み込む。物凄い集中力で、素晴らしい絵を短時間で完成させる。しかし、絵を描いている時に妨害するとキレる。ちなみに外国で描く絵も向日葵である。
大音灯花（おおね とうか）
声優：紫華すみれ
親権者の命令を強制される「大人になれない義務」を賢一によって解消した。未だクラスの委員長を務める。料理の腕は格段に上がっており、食した者達をうならせる。ツンデレ度合いは前作よりも強くなっている。胸が前作より大きくなった数少ないキャラ。
樋口璃々子（ひぐち りりこ）
声優：籐野らん
主人公の姉。樋口三郎の娘ということで重い義務を背負わされていたが、法月将臣の特赦によって解消された。
南雲えり（なぐも えり）
声優：倉田まりや
番外編にのみ登場。主人公と同じ特別高等人候補生だが、最終試験の集合時間に遅れてしまったために、法月将臣によって殺されてしまう。登場回数は少ないが割と人気の高いキャラである。「大番外編：森田の夏休み」では、賢一とは恋人同士という設定で話は進められる。賢一からは姉である璃々子とキャラが被ってると言われる。
まな（まな）
声優：神月あおい
本名は「アンテリアム・ド・ムァヌー」で、まなという名前は語感からさちによって名付けられた。
卯月セピア（うづき せぴあ）
声優：盛啓介
本名は磯野一朗太（いその いちろうた）主人公のクラスメイト。前作に続いて最も謎の多いキャラクター。大音京子に惚れている。
大音京子（おおね きょうこ）
声優：風音
灯花の母。学園で教師を務める。親バカ度合いが激しくなっており、灯花にはとことん甘い。賢一との絡みも用意されている。

## 製作スタッフ
- 原画・キャラクターデザイン：有葉
- 企画・シナリオ：るーすぼーい
- オープニングテーマ：『少年少女よ、大志を抱け』
  - 作詞・作曲：片霧烈火
  - 編曲：Morrigan
  - 歌：片霧烈火
- エンディングテーマ『live』
  - 作詞：kanoko
  - 作曲・編曲：藤間仁
  - 歌：川村ゆみ
- BGM：tiko-μ, Morrigan, 如日, まつ